# Friedrich Wilhelm von Haugwitz

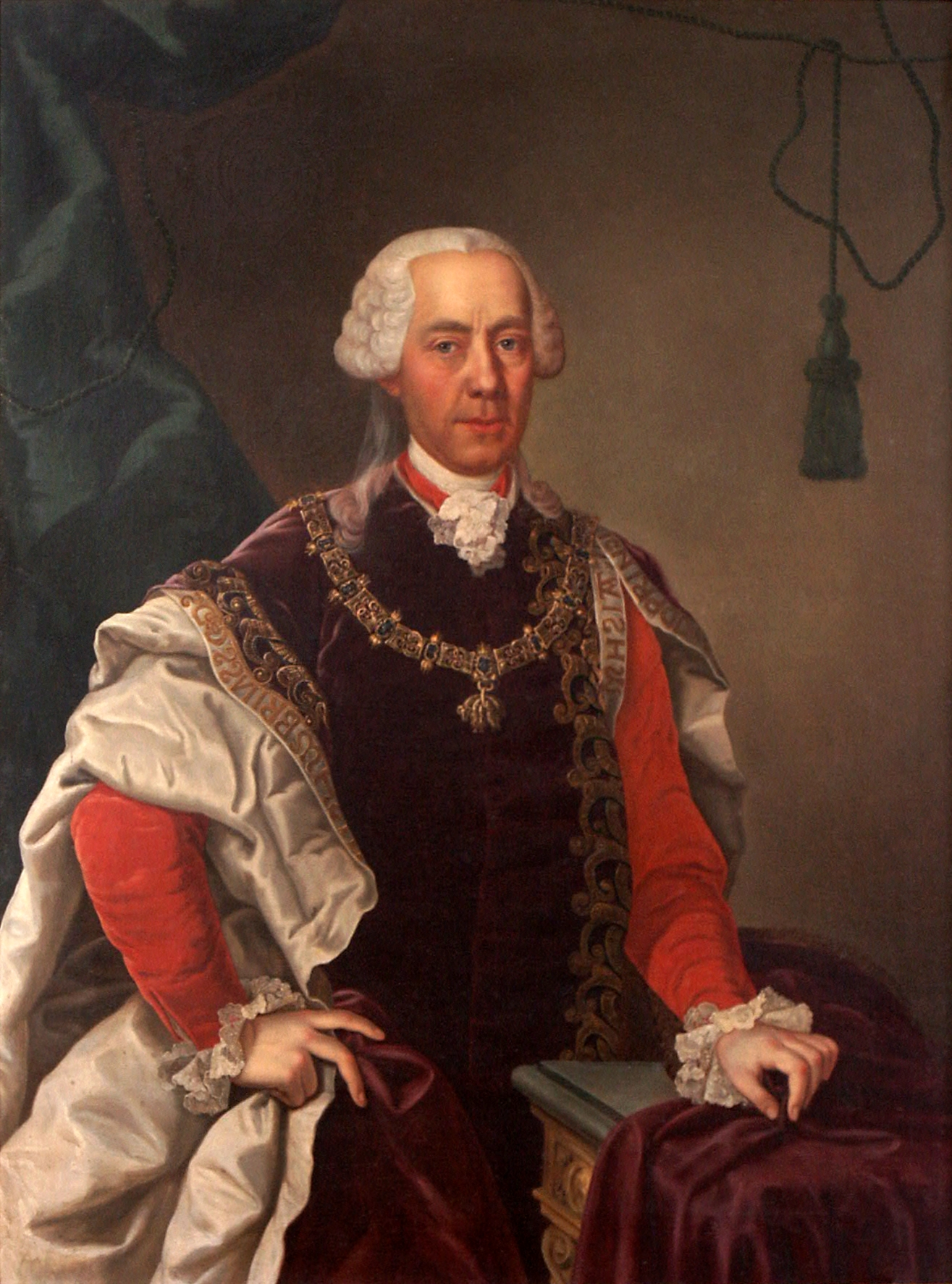
Friedrich Wilhelm von Haugwitz im Ornat eines Ritters vom Goldenen Vlies

Friedrich Wilhelm Graf von Haugwitz (* 11. Dezember 1702 in Brauchitschdorf, Fürstentum Liegnitz; † 30. August 1765 in Knönitz, Markgrafschaft Mähren) war ein böhmisch-österreichischer Staatsmann und Verwaltungsbeamter in der Zeit der Aufklärung.

## Herkunft
Seine Eltern waren der kursächsische Generalfeldwachtmeister Graf Georg Karl von Haugwitz (1674–1745) und Anna Helena von Haugwitz (1687–1741). Sein Vater war Herr von Pannwitz und wurde 1733 in den böhmischen Grafenstand erhoben.

## Leben
Friedrich Wilhelm von Haugwitz wurde auf Gut Brauchitschdorf, 67 km nordwestlich von Breslau, geboren. Er war ab 1725, nachdem er zum Katholizismus konvertiert war, in der schlesischen Landesverwaltung in Breslau tätig, wo er bald mit der Leitung des Kontributionssystems betraut wurde. Nach der Teilung Schlesiens infolge des Ersten Schlesischen Kriegs 1742 musste er Breslau verlassen. Anschließend amtierte er als Landespräsident des bei Böhmen verbliebenen Österreichisch-Schlesiens. Dort wurde er mit dem Aufbau von Verwaltungsstrukturen beauftragt. 1743 legte er Erzherzogin Maria Theresia Reformpläne vor, die auf die Ausschaltung der Stände zielten, mit denen 10-jährige Rezesse vereinbart wurden. Die Jurisdiktion wurde von der Verwaltung getrennt und eine oberste Justizstelle geschaffen.
Wegen der verwaltungsmäßigen Misswirtschaft in Kärnten und Krain wurde er 1747 mit deren Beseitigung beauftragt. Zwei Jahre später stieg er zum Präsidenten des Directorium in publicis et cameralibus (Finanz- und politische Verwaltung) auf. 1752 erwarb er die Herrschaft Bielitz, die von Maria Theresia in ihrer Eigenschaft als Königin von Böhmen zur Freien Standesherrschaft erhoben wurde, die er jedoch alsbald weiterverkaufte, sowie Schloss Náměšť nad Oslavou, das bis 1945 und erneut nach 1989 der Familie Haugwitz gehört. Ab 1753 bekleidete er das Amt des Obersten böhmischen Kanzlers und zugleich des Ersten österreichischen Kanzlers. Nachdem im Siebenjährigen Krieg das Directorium aufgelöst und Haugwitz seines Amtes enthoben wurde, erfolgte 1760 seine Ernennung zum Staatsminister in inländischen Geschäften im neu errichteten Staatsrat.
Bei einem Aufenthalt auf Schloss Miroslavské Knínice verschlechterte sich seine Dysenterie und er verstarb am 30. August 1765. Sein Leichnam wurde nach Namiest an der Oslawa überführt und am 1. September in der Krypta der Täuferkirche bestattet. Am 19. Februar 1768 wurden seine Überreste und jene seiner Ehefrau in die neue Krypta der Kapuzinerkirche unweit von Schloss Namiest verbracht. In der Literatur wird sein Tod fälschlicherweise auch mit 11. September 1765 angegeben.

## Familie
Haugwitz heiratete im Jahr 1731 Maria Eleonora Gräfin von Nostitz († 1736). Das Paar hatte einen Sohn namens Otto Karl (1734–1761), der als mährischer Gubernialrat starb. Nach dem Tod seiner ersten Frau heiratete Haugwitz 1738 Hedwig Theresia Gräfin von Frankenberg, eine Tochter des Kaiserlichen Geheimen Rates und Landeshauptmanns des Fürstentums Glogau Johann Wolfgang von Frankenberg (1654–1719). Die Ehe blieb kinderlos.